# Vertigo californica
Vertigo californica är en snäckart som först beskrevs av David M. Rowell 1861.  Vertigo californica ingår i släktet Vertigo och familjen puppsnäckor. Inga underarter finns listade i Catalogue of Life.